# Kanton Besançon-Planoise
Kanton Besançon-Planoise (francouzsky Canton de Besançon-Planoise) je francouzský kanton v departementu Doubs v regionu Franche-Comté. Tvoří ho pouze část města Besançon (čtvrť Planoise).